# Baler
Baler es un municipio de las Filipinas, cabecera de la provincia de Aurora. Es un centro de comercio e industria. Según el censo del año 2000, su población es de 29 923 habitantes.
El municipio tiene gran fama en España, debido a que el 2 de junio de 1899, se puso fin a la soberanía española en Asia tras un asedio de 337 días a la iglesia de la localidad por revolucionarios filipinos, contrarios al gobierno español.

## Historia
El área donde se encuentra actualmente Baler fue explorada en 1572 por Juan de Salcedo, el primer europeo que visitó la zona en su periplo explorador de la costa oriental de Luzón, lo que los españoles denominaban "Contra Costa", al hallarse en el extremo opuesto a Manila de la isla de Luzón. Habitaban el área distintos pueblos nativos como los ilongotes o los duganat (negritos). En 1609, misioneros franciscanos encabezados por fray Blas Palomino cruzaron la Sierra Madre y fundaron Baler y Casiguran, más al norte. Ese año, los franciscanos constituyeron en Baler un barangay, con lo que se convirtió en la primera población con una administración oficial establecida en la Contra Costa. En 1611, se construyó la primera iglesia de la pequeña población. Eclesiásticamente, Baler dependía de Infanta, más al sur.
Durante la administración española de Filipinas, la isla de Luzón se encontraba dividida en provincias. Infanta pertenecía a la de Kalilaya, establecida en 1591. Por esta razón, Baler formó parte también de esta provincia, que a mediados del siglo XVIII tomó el nombre de Tayabas (hoy correspondiente aproximadamente a la provincia de Quezon).
En 1658, y debido a la falta de efectivos, los franciscanos cedieron la administración eclesiástica de la región de Baler a los Agustinos Recoletos. Sin embargo, menos de cuarenta años después, en 1703, los franciscanos volvieron a hacerse cargo de la zona, estableciendo nuevas misiones en Dipaculao, en 1719, y en Casigurán, en 1753. En 1818, el área de Baler fue transferida a la provincia de Nueva Écija, que había sido creada en 1705.
De las provincias se iban desgajando, cuando alcanzaban un nivel de desarrollo suficiente, territorios que se iban catalogando como distritos. El de El Príncipe fue creado en 1856 por segregación de la provincia de Nueva Écija de los territorios situados entre la Sierra Madre y el océano, donde se encontraba Baler. Ésta fue designada capital, "cabecera" en la terminología de la época, al tratarse de un establecimiento de bajo rango, del nuevo distrito.
Su iglesia, donde se acuartelaron y fueron sitiadas las tropas españolas de la población, dio lugar al episodio más famoso de la Guerra hispano-estadounidense de 1898: el llamado "Sitio de Baler", y los famosos Héroes de Baler. Esta denominación fue dada a raíz del asedio al que fueron sometidos un grupo de soldados en la Iglesia de la población hasta más allá de finalizada la guerra y durante casi un año.
Según el atlas de Filipinas publicado por el Observatorio de Manila en 1901, Baler tenía por entonces unos 1 900 habitantes. En julio de ese año, las nuevas autoridades estadounidenses decretaron la desaparición del distrito de El Príncipe y su incorporación a la provincia de Tayabas (actual Quezon). Cincuenta años después, el 14 de junio de 1951, de acuerdo con la Ley de la República N.º 648, se constituyó la subprovincia de Aurora, comprendiendo los municipios de Baler, Casiguran, Dipaculao y María Aurora, y dependiendo de la provincia de la que se desgajaba, la de Quezon. Baler fue designada capital. En 1979, durante la dictadura de Ferdinand Marcos, Aurora fue elevada a la categoría de provincia, manteniendo a Baler como capital.
En 1956, el barrio de Dingalan se convirtió en un distrito municipal de Baler. Más tarde, Dingalán se segregó definitivamente.
A mediados de la década de 1970, Baler fue uno de los escenarios de rodaje de la película de Francis Ford Coppola Apocalypse Now.

## Hijos ilustres
Manuel Luis Quezon, el primer presidente de Filipinas, nació en Baler.

## Barangayes
Baler está subdividido en 13 barangayes.
- Barangay I (Pob.)
- Barangay II (Pob.)
- Barangay III (Pob.)
- Barangay IV (Pob.)
- Barangay V (Pob.)
- Buhangin
- Calabuanan
- Obligación
- Pingit
- Reserva
- Sabang
- Suclayin
- Zabali

## Hermanamientos
| - Alcoroches, España - Almonte, España - Carballino, España - Carlet, España - Caudete, España - Cieza, España - Culleredo, España - Guisona, España | - Guitiriz, España - Lebrija, España - Mallén, España - Marbella, España - Martos, España - Masoteras, España - Miajadas, España - Morella, España - Mula, España - Osa de la Vega, España | - Petra, España - Puebla de Azaba, España - Puebla de Don Fadrique, España - Requena, España - Salsadella, España - San Cristóbal de La Laguna, España - San Felíu de Codinas, España - San Juan de las Abadesas, España | - Santa María del Cubillo, España - Viduerna de la Peña, España - Sevilla, España - Tronchón, España - Tuineje, España - Valle de Abdalajís, España - Villalmanzo, España |  |